# Křídla
Křídla (deutsch Krzidla, auch Kriedel) ist eine Gemeinde in Tschechien. Sie liegt fünf Kilometer südöstlich von Nové Město na Moravě und gehört zum Okres Žďár nad Sázavou.

## Geographie
Křídla befindet sich in der Böhmisch-Mährischen Höhe in der Quellmulde eines kleinen Zuflusses zur Olešná. Östlich erhebt sich der Korec (631 m) und im Südwesten der Kopec (654 m). Nordwestlich der Ortsbebauung beginnt das Landschaftsschutzgebiet CHKO Žďárské vrchy.
Nachbarorte sind Cinzndorf und Olešná im Norden, Divišov und Rovné im Nordosten, Kundratice und Albrechtice im Osten, Branišovský Mlýn und Branišov im Südosten, Dlouhé im Süden, Lánský Dvůr und Radešínská Svratka im Südwesten, Talský Mlýn im Westen sowie Nová Ves u Nového Města na Moravě im Nordwesten.

## Geschichte

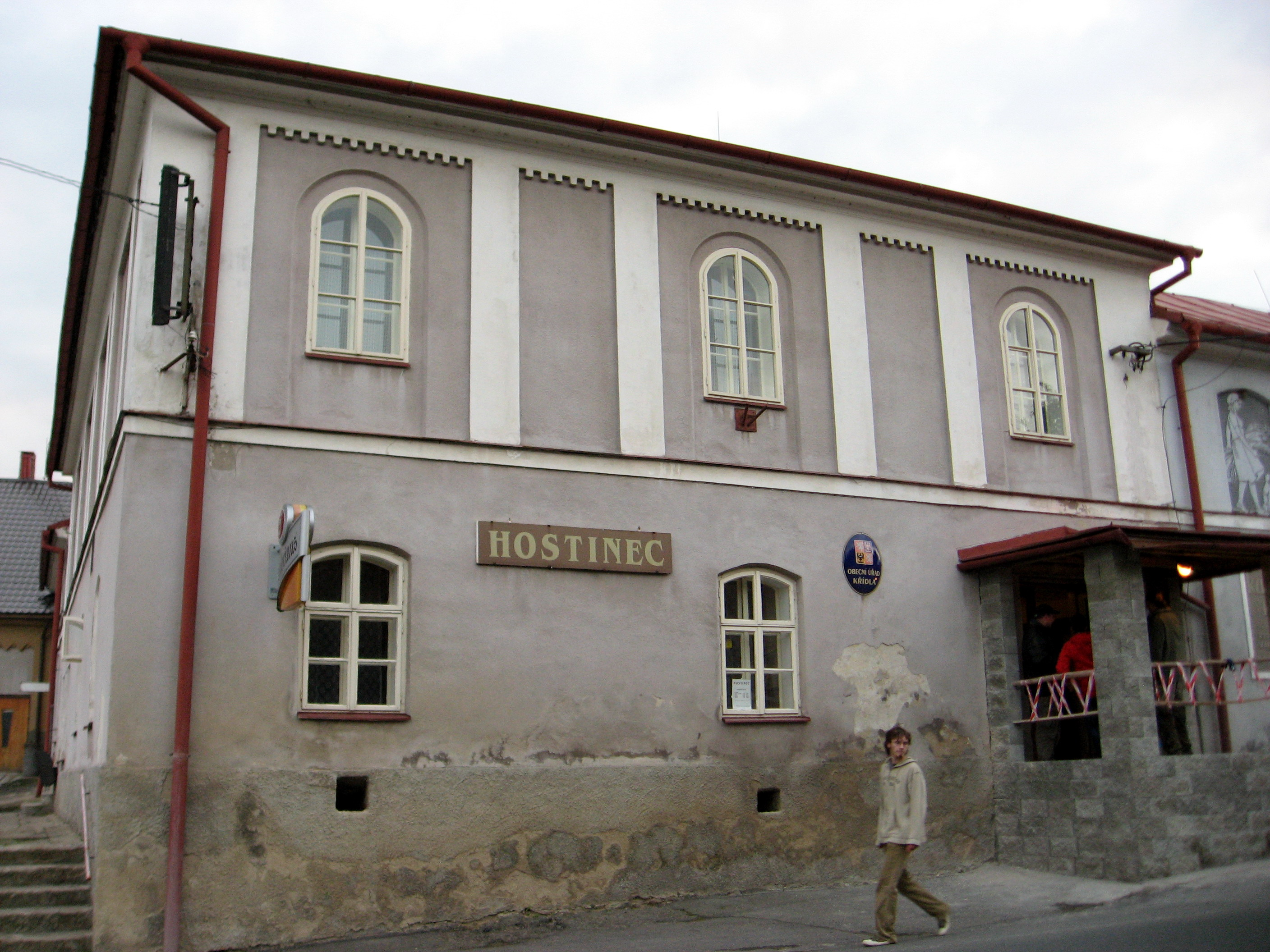
Gasthaus und Gemeindeamt

Die erste urkundliche Erwähnung des zur Herrschaft Krisans gehörigen Dorfes erfolgte im Jahre 1376. 1464 wurde Křídla an die Herrschaft Pernstein angeschlossen. Křídla war der Sitz eines Richters und im 16. Jahrhundert gehörte zum Erbgericht auch eine Brauerei.
Nach der Aufhebung der Patrimonialherrschaften bildete Křídla ab 1850 eine Gemeinde im Bezirk Neustadtl. 1947 wurde die Gemeinde im Zuge der Auflösung des Okres Nové Město na Moravě dem Okres Žďár nad Sázavou zugeordnet. 1961 erfolgte die Eingemeindung nach Nová Ves u Nového Města na Moravě und 1980 mit diesem zusammen nach Nové Město na Moravě. Seit Beginn des Jahres 1992 besteht die Gemeinde wieder.

## Ortsgliederung
Für die Gemeinde Křídla sind keine Ortsteile ausgewiesen. Zu Křídla gehört die Einschicht Lamplotův mlýn.

## Sehenswürdigkeiten
- Denkmalgeschützter Glockenturm, errichtet 1843
- Ehemaliges Erbgericht, die Wirtschaft wurde in den Jahren 1959 bis 1963 zum Kulturhaus umgebaut. Durch den örtlichen Künstler Jan Blažek wurde das Gebäude äußerlich mit Sgraffiti versehen und im Innern wurden Bilder des Dorfes angebracht. In dem Gebäude ist auch das Gemeindeamt untergebracht.
- Mühle Lamplotův mlýn, errichtet 1587